# Salesianerinnenkirche

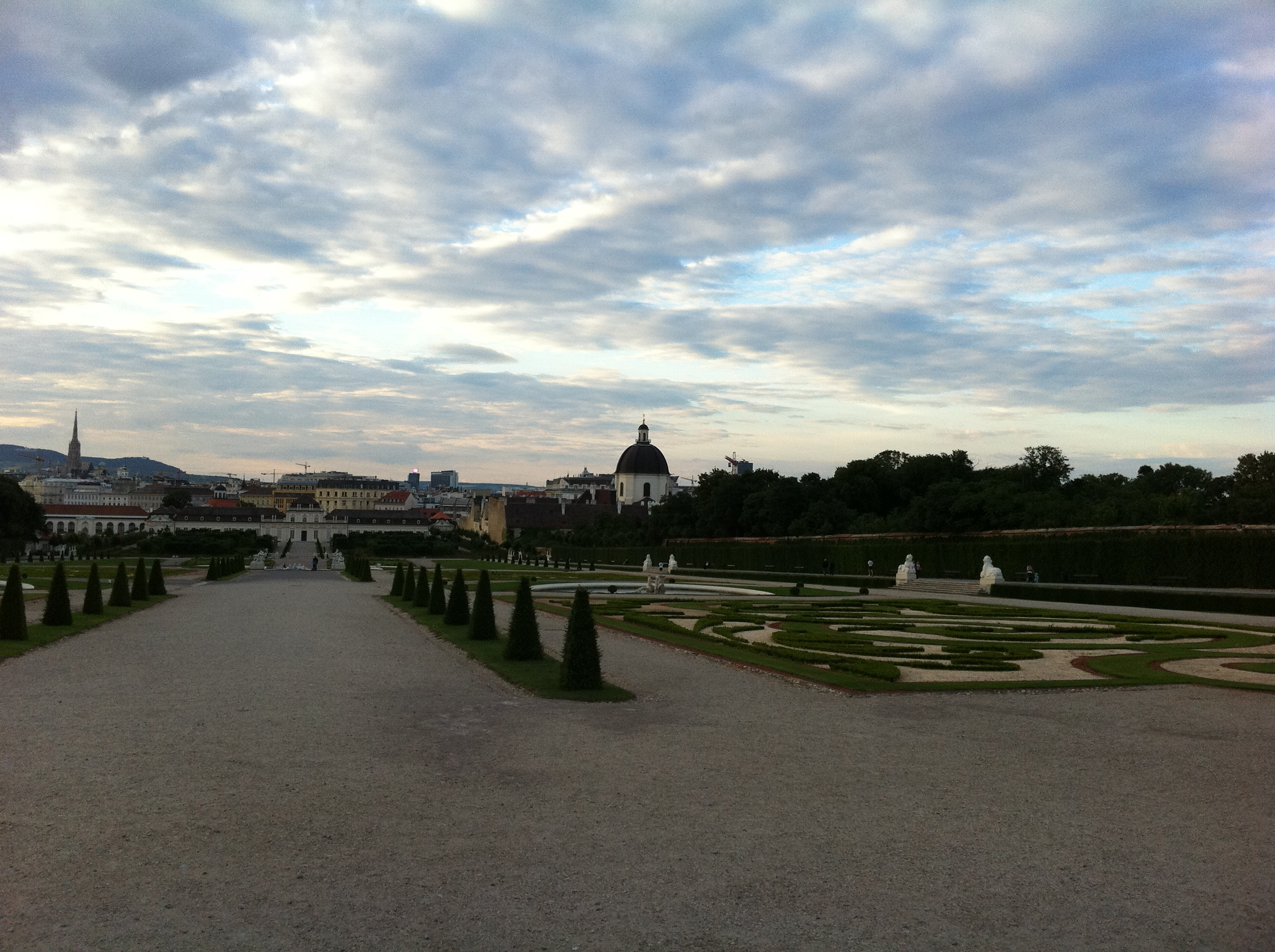
Vista de Viena desde el Alto Belvedere con la cúpula de la Iglesia Salesiana en el centro

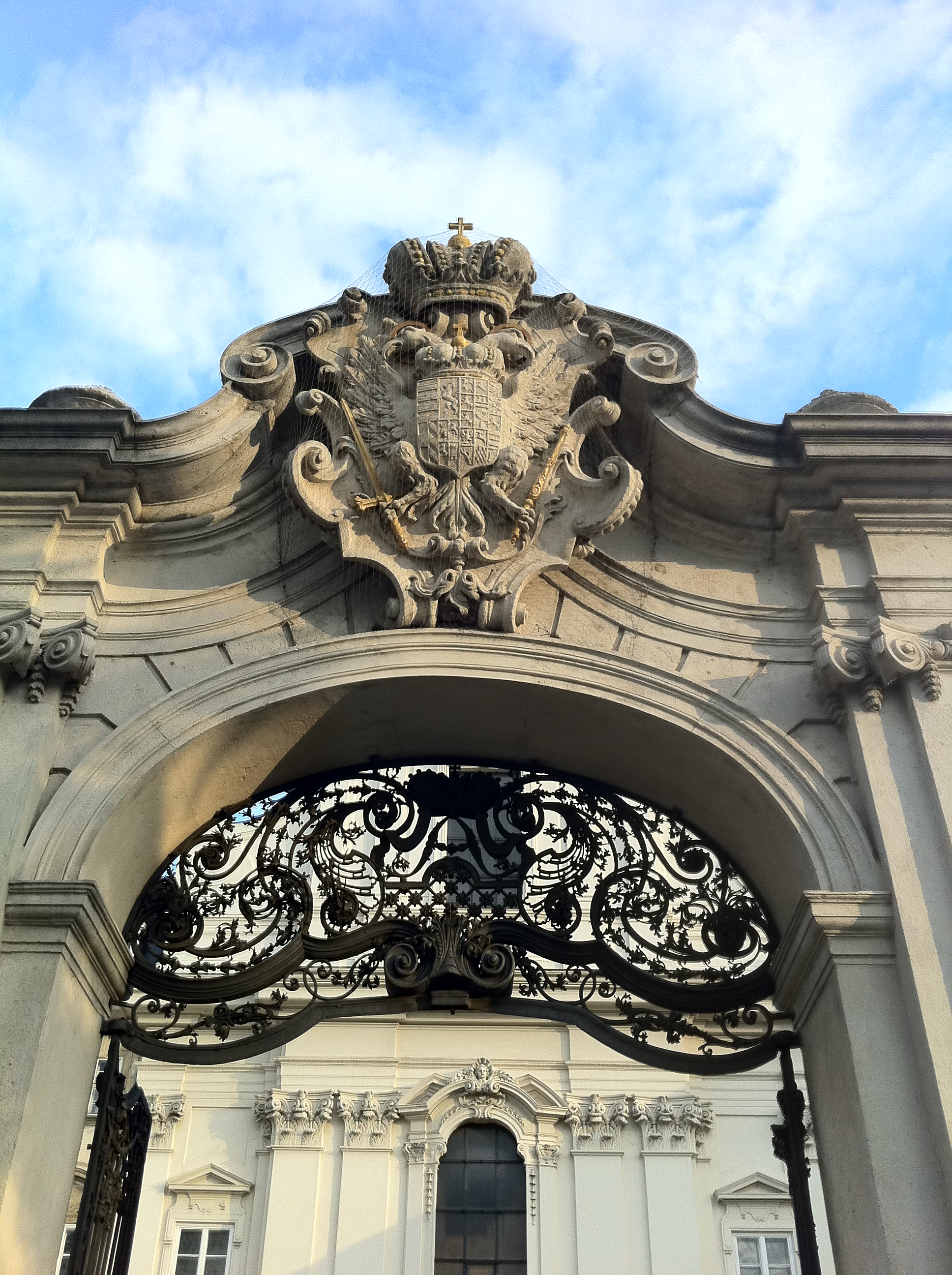
Portal Ehrenhof en Rennweg 10

La iglesia y el monasterio de la Visitación de María son un complejo monástico del Alto Barroco en Rennweg, 3. Distrito de Viena. Desde su fundación en 1719, el convento ha estado habitado continuamente por monjas salesianas.

## Historia

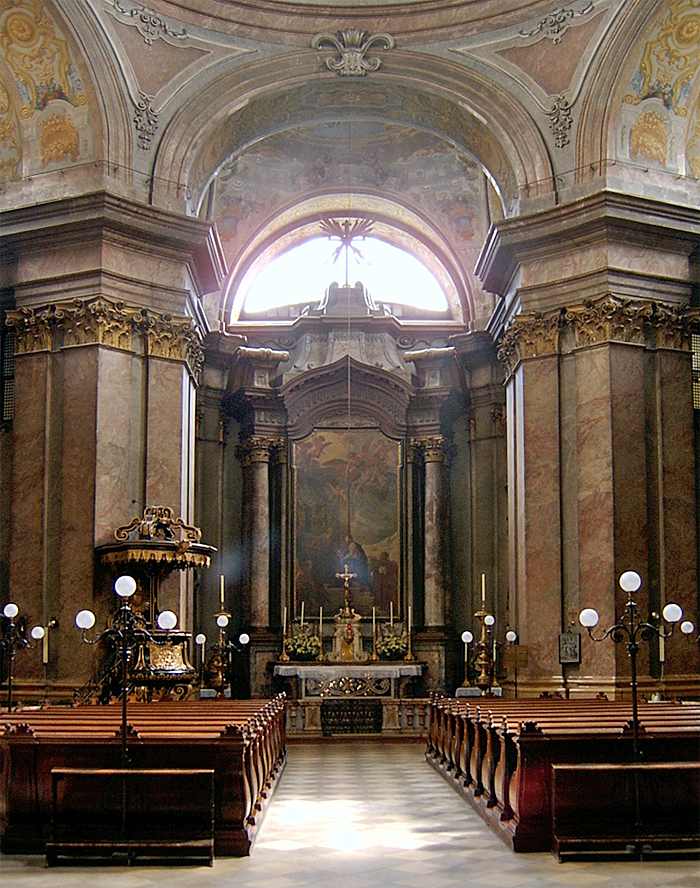
Iglesia salesiana, Viena (interior)

Fue donado por Wilhelmine Amalie, la viuda del emperador José I. La emperatriz quería pasar el resto de su vida aquí y también ofrecer un lugar de educación a las jóvenes de la aristocracia y las clases medias altas. La colocación de la primera piedra tuvo lugar el 13 de mayo de 1717, día en que nació la futura emperatriz María Teresa. Exactamente dos años después, el 13. Mayo de 1719, tuvo lugar la consagración ceremonial de la iglesia y la posesión del monasterio por parte de las primeras monjas. El espacioso complejo del monasterio se ha conservado en gran parte en su forma original, fue modificado parcialmente en 1782-86 por Johann Ferdinand Hetzendorf von Hohenberg y en 1806 por Lorenz Lechner.

## Monasterio
El complejo del monasterio rectangular fue diseñado por el arquitecto Donato Felice d'Allio y se completó en 1728. En el medio está la iglesia, un edificio central longitudinalmente ovalado con una alta cúpula que se puede ver desde lejos. La pintura del techo "Asunción de la Virgen María" es de Giovanni Antonio Pellegrini. El complejo del monasterio consta de ocho patios, los dos del sur hacia el Belvedere forman el "Ala del Emperador", que sirvió como apartamento de Amalia Wilhelmine. Ahora hay instalaciones de la Universidad de Música y Artes Escénicas de Viena. Hay amplios jardines detrás del monasterio, entre los jardines botánicos de la Universidad de Viena y los jardines de Belvedere. Frente al monasterio en la pendiente Rennweg hay un patio de honor, el portal del patio principal en Rennweg está equipado con magníficas rejas de hierro forjado de alrededor de 1730, sobre las cuales hay un cartucho con el escudo de armas de la emperatriz Amalia Wilhelmine.  Kaiserstein fue usado para el sepulcro de la Emperatriz responsable de la autoridad de construcción de la corte, el cantero Elías Hügel.

### Órgano
Fue construido en 1890 por el organero Johann M. Kauffmann . El instrumento de pecho cónico tiene 12 registros en dos manuales y pedal . La acción de tocar y registrar es mecánica.
| I Hauptwerk C–f 3 |              |            |
| 1.                | zumbido      | dieciséis' |
| 2.                | Principal    | 8.º'       |
| 3.                | Salicional   | 8.º'       |
| 4.                | Flauto Mayor | 8.º'       |
| 5.                | octava       | 4′         |
| 6.                | Mezcla III   | 2 ⁄3       |

| II trabajo subsidiario C–f 3 |                   |      |
| 7.                           | violadigamba      | 8.º' |
| 8.º.                         | precioso cubierto | 8.º' |
| 9.                           | flauta            | 4′   |

| El pedal funciona C–d 1 |                |            |
| 10                      | contrabajo     | dieciséis' |
| 11                      | subgrave       | dieciséis' |
| 12                      | bajo de octava | 8.º'       |

- Emparejamiento: II/I, I/P
- Ayudas de juego: patadas colectivas (p, f, tutti)

## enlaces web
- Sitio web del convento salesiano de Viena
- Iglesia salesiana en Planet-Vienna.com
- Salesianerinnenkirche als „Denkmal des Monats“ August 2001      en el sitio web de la Oficina Federal de Monumentos

- Datos: Q2214240
- Multimedia: Salesianerinnenkirche, Vienna / Q2214240